# Nacoleia acyperalis
Nacoleia acyperalis is een vlinder uit de familie grasmotten (Crambidae). De wetenschappelijke naam van deze soort is voor het eerst gepubliceerd in 1912 door George Francis Hampson.
De spanwijdte bedraagt 22 millimeter.
De soort komt voor in Nigeria.